# Monastero delle Carmelitane Scalze di Ripacandida
Il monastero delle Carmelitane Scalze (al secolo Palazzo Baffari-Rossi) sorge nel comune di Ripacandida ed è attiguo alla chiesa di San Giuseppe, comunemente chiamata chiesa delle Monache.
Prima ancora di essere monastero era il Palazzo Baffari-Rossi, e i suoi ultimi residenti furono i fratelli Giambattista Rossi e Giovanni Baffari, figli del dottor Donato Antonio Rossi e di Porzia Baffari. I due fratelli, entrambi sacerdoti donarono la casa dei loro avi per la fondazione del monastero, ispirato alla regola carmelitana della grande riformatrice Santa Teresa D'Avila. Nel 1908 il monastero fu soppresso per mancanza di novizie e le poche suore rimaste mandate a Massalulebrense e nel 1909 il sindaco Francesco Virgilio decise di utilizzarlo come municipio. Il terremoto del 1980 danneggiò l'edificio, e la sede fu trasferita in un nuovo edificio municipale costruito apposta nel 1983, appena fuori dal centro storico. Nel 2006 sono iniziati i lavori per il rifacimento e la massiccia ristrutturazione sia all'interno che all'esterno dell'edificio, cominciando a portare nel 2007 l'ufficio postale dal Palazzo delle Poste (che prese il nome proprio perché sede dell'ufficio postale), in una sala accanto a quella che era l'entrata principale del municipio. Il 31 luglio 2011 l'ex convento fu riportato alla sua funzione originale di sede municipale e il 18 agosto 2011 in quelle che erano le celle delle suore, la sala da pranzo e una cripta, un probabile magazzino, è stata inaugurata la Galleria Civica d'Arte Moderna e Contemporanea di Ripacandida.

## La priora del monastero
In quasi due secoli di attività del monastero la figura che emerge dalla clausura è suor Maria di Gesù e della Santa Trinità; conosciuta attraverso le sue lettere a San Gerardo Maiella e San Alfonso dei Liguori. Al secolo Maria Terera Araneo, nasce nel 1725 a Pescopagano da Cesare Araneo e da Camilla Rossi, sorella dell'arciprete Giambattista, morto in concetto di santità il 25-10-1746; sepolto in chiesa madre nel cappellone del SS. Sacramento. All'età di 15 anni, la fanciulla divento' religiosa carmelitana nel monastero fondato dagli zii; che seppero infondere nella nipote la spiritualità di Santa Teresa. Eletta priora nel 1748, conobbe come riporta padre Tannoia, il fondatore dei redentoristi S. Alfonso de Liguori. -Il monastero delle teresiane di Ripacandida "Oasi di Grazia in mezzo al deserto, procuro' al santo dolci consolazioni poiché la sua anima vi rimase stressimamente legata " - Il Berte' attesta "In mezzo alle tante occupazioni San Alfonso trovò il tempo di coltivare questo giardino del Signore" Gli storici la descrivono come punto di riferimento per il regno di Napoli; il re Carlo III inviava a lei per consiglio i suoi ministri. Morì in concetto di santità il 17 maggio 1803; il suo corpo si ritrovò durante i restauri successivi al sisma del 1980. In una semplice cassa, murata in una stanza adiacente alla chiesa, si ritrovò il corpo integro con un biglietto che riportava "Qui riposa la beata Suor Maria di Gesù e della S. Trinità, che operò prodigi in vita e morte". Rivestita con abito donato dalle suore di clausura di Gravina e sistemata in una tomba donata dalla famiglia Araneo nella sagrestia nella chiesa. La causa di beatificazione di suor Maria iniziata nel 2007, voluta da mons. Gentile, che negli anni ha fatto tanto perché la figura della priora, non cadesse nell'oblio.